# Damage Case
Damage Case - The Anthology è un doppio album raccolta del noto cantante e bassista Lemmy Kilmister, leader della band heavy metal Motörhead, pubblicato nel 2006.
L'album è una vera e propria antologia che contiene canzoni rock registrate nell'arco di 40 anni, tra il 1966 e il 2005. Il genere va dal classico rock dei Rockin' Vickers, allo space degli Hawkwind fino ad arrivare al sound hard rock dei Motörhead e alle cover di Elvis Presley dei Metallica dei Queen.

## Tracce
CD1
1. Rockin' Vicars – Dandy
2. Rockin' Vicars – I Don't Need Your Kind
3. Rockin' Vicars – It's Alright
4. Sam Gopal – The Dark Lord
5. Sam Gopal – Escalator
6. Hawkwind – The Watcher
7. Hawkwind – Silver Machine
8. Hawkwind – Motorhead
9. Motörhead – Damage Case
10. Lemmy & The Damned – Ballroom Blitz
11. Motordam – Over the Top
12. Young and Moody Band - Don't Do That
13. Motörhead – Iron Horse/Born to Lose
14. Headgirl – Please Don't Touch
15. Lemmy & Wendy O. Williams - Stand By Your Man
16. Lemmy & Wendy O. Williams - Masterplan

CD2
1. Motörhead – Killed by Death
2. Lemmy & The Upsetters con Mick Green – Blue Suede Shoes
3. Lemmy & The Upsetters con Mick Green – Paradise
4. Motörhead – 1916
5. Motörhead – Hellraiser
6. Lemmy – Tie Your Mother Down
7. Motörhead – R.A.M.O.N.E.S.
8. Lemmy – Enter Sandman
9. Lemmy, Slim Jim & Danny B. – Matchbox
10. Lemmy, Slim Jim & Danny B. – Big River
11. Lemmy, Slim Jim & Danny B. – Learning the Game
12. Lemmy – Thirsty and Miserable
13. Probot – Shake Your Blood
14. Lemmy, Slim Jim & Danny B. – Whiplash
15. Lemmy – The Trooper